# Thermes de l'Est
Les thermes de l'Est ou thermes du Collège de France s'étendaient, à Paris, de la rue des Écoles à la rue du Cimetière-Saint-Benoist et depuis la rue Saint-Jacques, sous le Collège de France et les bâtiments qui lui font suite.

## Histoire
Plusieurs édifices publics se sont succédé ou ont été modifiés ou rénovés aux Ier siècle, IIe siècle et début du IIIe siècle. Ils auraient été abandonnés au IVe siècle et démolis pour réutiliser ses matériaux.

## Les bâtiments

### Plan d’ensemble
Les thermes, délimités par une enceinte, couvrent une surface rectangulaire de 170 mètres sur 73 à 85 mètres.
La très grande palestre s'étendait près de la rue Saint-Jacques sur entre le tiers et la moitié de la surface, d'après les propositions de plan faites par les chercheurs. Elle pouvait être entourée d'un portique car des portions de dallage monumental ont été retrouvées. Quand la palestre est réaménagée au IIIe siècle, le sol est rénové en gravier de tuileau.

### Circuit balnéaire des baigneurs
Il est difficile à retrouver. Sont bien observés[pas clair] le frigidarium, le tepidarium (pièce tiède), le caldarium, une piscine chaude circulaire, ainsi que les hypocaustes.

### Circuit de l'eau
L'eau était amenée par un aqueduc dont la trace existe[réf. souhaitée].
L'évacuation des eaux usées se faisait par un fossé collecteur.